# Hovea tholiformis
Hovea tholiformis är en ärtväxtart som beskrevs av I.Thomps. Hovea tholiformis ingår i släktet Hovea och familjen ärtväxter. Inga underarter finns listade i Catalogue of Life.